# Amerikaans-Samoa op de Olympische Zomerspelen 1988
Amerikaans-Samoa nam deel aan de Olympische Zomerspelen 1988 in Seoul, Zuid-Korea. Het was de eerste olympische deelname van het land.

## Deelnemers en resultaten

### Atletiek
| Olympiër     | Discipline   | Resultaat | Prestatie |
| ------------ | ------------ | --------- | --------- |
| Gary Fanelli | marathon (m) | 51e       | 2:25.35   |

### Boksen
| Olympiër       | Discipline | Resultaat | Prestatie                                                                                                 |
| -------------- | ---------- | --------- | --- |
| Maselino Masoe | -67kg (m)  | 9e        | 1e ronde: W van DOM Fria: knock-out 2e ronde: W van CAF Mohinga: knock-out 3e ronde: V van USA Gould: 0-5 |
| Mika Masoe     | -81kg (m)  | 9e        | 1e ronde: vrij 2e ronde: V van USA Maynard: knock-out                                                     |

### Gewichtheffen
| Olympiër      | Discipline | Resultaat | Prestatie                                                  |
| ------------- | ---------- | --------- | ---------------------------------------------------------- |
| Lopesi Faagu  | -90kg (m)  | 18e       | trekken: 20e met 90kg stoten: 18e met 130kg totaal: 220kg  |
| Tauama Timoti | -100kg (m) | 16e       | trekken: 18e met 120kg stoten: 16e met 140kg totaal: 260kg |

### Worstelen
| Olympiër      | Discipline             | Resultaat | Prestatie                                                     |
| ------------- | ---------------------- | --------- | ------------------------------------------------------------- |
| Alesana Sione | -100kg vrije stijl (m) | 9e        | 1e ronde: V van MTN Sar: 0-4 2e ronde: V van HUN Robotka: 0-4 |

Afghanistan · Algerije · Amerikaanse Maagdeneilanden · Amerikaans-Samoa · Andorra · Angola · Antigua en Barbuda · Argentinië · Aruba · Australië · Bahama’s · Bahrein · Bangladesh · Barbados · België · Belize · Benin · Bermuda · Bhutan · Birma · Bolivia · Bondsrepubliek Duitsland · Botswana · Brazilië · Britse Maagdeneilanden · Brunei · Bulgarije · Burkina Faso · Canada · Centraal-Afrikaanse Republiek · Chili · China · Chinees Taipei · Colombia · Congo-Brazzaville · Cookeilanden · Costa Rica · Cyprus · Denemarken · Djibouti · Dominicaanse Republiek · Duitse Democratische Republiek · Ecuador · Egypte · El Salvador · Equatoriaal-Guinea · Fiji · Filipijnen · Finland · Frankrijk · Gabon · Gambia · Ghana · Grenada · Griekenland · Groot-Brittannië · Guam · Guatemala · Guinee · Guyana · Haïti · Honduras · Hongarije · Hongkong · Ierland · IJsland · India · Indonesië · Irak · Iran · Israël · Italië · Ivoorkust · Jamaica · Japan · Joegoslavië · Jordanië · Kaaimaneilanden · Kameroen · Kenia · Koeweit · Laos · Lesotho · Libanon · Liberia · Libië · Liechtenstein · Luxemburg · Malawi · Malediven · Maleisië · Mali · Malta · Marokko · Mauritanië · Mauritius · Mexico · Monaco · Mongolië · Mozambique · Nederland · Nederlandse Antillen · Nepal · Nieuw-Zeeland · Niger · Nigeria · Noord-Jemen · Noorwegen · Oeganda · Oman · Oostenrijk · Pakistan · Panama · Papoea-Nieuw-Guinea · Paraguay · Peru · Polen · Portugal · Puerto Rico · Qatar · Roemenië · Rwanda · Saint Vincent en de Grenadines · Salomonseilanden · Samoa · San Marino · Saoedi-Arabië · Senegal · Sierra Leone · Singapore · Soedan · Somalië · Sovjet-Unie · Spanje · Sri Lanka · Suriname · Swaziland · Syrië · Tanzania · Thailand · Togo · Tonga · Trinidad en Tobago · Tsjaad · Tsjecho-Slowakije · Tunesië · Turkije · Uruguay · Vanuatu · Venezuela · Verenigde Arabische Emiraten · Verenigde Staten · Vietnam · Zaïre · Zambia · Zimbabwe · Zuid-Jemen · Zuid-Korea · Zweden · Zwitserland